# Mohammed II al-Faqih
Mohammed II al-Faqîh ou Abû `Abd Allâh “al-Faqîh” Mohammed ben Mohammed surnommé Al-Faqîh Le juriste est le fils de Mohammed Ier al-Ahmar al-Ghâlib bi-llâh auquel il succède en 1273. Il est né en 1235, et est mort en 1302. Il est le deuxième émir nasride de Grenade.

## Biographie
Mohammed al-Faqîh prend la succession de son père Mohammed Ier en 1273 à Grenade. Son cousin Abu Said Faraj devient son conseiller auquel Mohammed al-Faqîh donne sa fille Fatima en mariage. À cette époque les Mérinides se renforcent au Maroc il va mener une politique de bascule entre les Mérinides et les rois de Castille. Les deux puissances s'affrontent pour le contrôle du détroit de Gibraltar. 
En 1271, une armée mérinide avait débarqué à Tarifa. En 1274, Les Mérinides s'étaient emparés de Marbella, Benahavis, Tarifa, Ronda et Malaga
Mohammed al-Faqîh a reçu le soutien des souverains d'Aragon et de république de Gênes qui en tant que puissances maritimes ont intérêt à la liberté de passage dans le détroit de Gibraltar.
Le 28 mai 1275, Mohammed al-Faqîh pactise avec les Mérinides à qui il concède Algésiras, mais la ville ne l'accepte pas et se rebelle. Il laisse aussi aux Mérinides Tarifa et Gibraltar comme points d'appuis. Malgré cela, les Mérinides continuent de s'infiltrer dans la partie occidentale du royaume de Grenade. Ils s'appuient sur les Banû Achkilula, un clan opposé aux Nasrides. Cela aboutit à un conflit ouvert entre les Mérinides et les Nasrides.
En 1279, Mohammed al-Faqîh parvient à soumettre Málaga où les Banû Achkilula s'étaient réfugiés. Il attribue la fonction de gouverneur de Malaga à son cousin Abu Said Faraj. En 1281, Mohammed al-Faqîh réussit à neutraliser une alliance entre les Mérinides, la Castille et les Banû Achkilula. 
En 1284, Alphonse X le Sage roi de Castille décède. Son fils Sanche IV le Brave lui succède.
Le traité de Marbella du 6 mai 1286, scelle la paix entre les Mérinides et les Nasrides. Ce traité attribue aux Nasrides toutes les possessions Mérinides en Al-Andalous. Finalement les Banû Achkilula sont battus à Guadix en 1288. Ils se réfugient alors en Afrique du Nord.
En 1291, Sanche IV de Castille rompit le traité de paix signé en 1285 avec les Mérinides. Le castillan s'allia aux Nasrides de Grenade contre les Mérinides. Les Castillans fournissaient les hommes et les Nasrides le financement. Tarifa qui appartenait aux Mérinides est assiégée pendant quatre mois par Sanche IV. La ville capitule en septembre 1291. Don Sanche garde la place malgré son accord avec les Nasrides. Mohammed al-Faqîh qui mène un jeu de bascule entre ses deux ennemis potentiels les Mérinides et les Castillans, renverse ses alliances et se met du côté des Mérinides contre les Castillans. Abû Ya`qûb Yûsuf lassé des revirements de Mohammed al-Faqîh l'oblige à y mettre le prix. Comme prix de cette alliance, Abû Ya`qûb Yûsuf reçut un des quatre exemplaires du Coran que le calife Uthman avait fait rédiger et que les Omeyyades avaient amené de Damas à Grenade.  Abû Ya`qûb Yûsuf mit le siège devant Tarifa mais ce fut un échec.
Mohammed al-Faqîh opère un nouveau renversement d'alliances. Le 21 septembre 1292, il s'allie avec les Castillans pour chasser les Mérinides de Tarifa.
En 1295, profitant de la confusion provoquée par le décès de Sanche IV, Mohammed al-Faqîh mène quelques attaques contre la Castille et conquiert quelques régions frontalières : la place forte de Quesada (1295) et la ville d'Alcaudete (1300).
Après le décès de Mohammed II al-Faqîh, c'est son fils aîné Muhammad III al-Makhlû` qui lui succède en 1302. Certains laissent entendre que Muhammad al-Makhlû pourrait avoir empoisonné son père. 

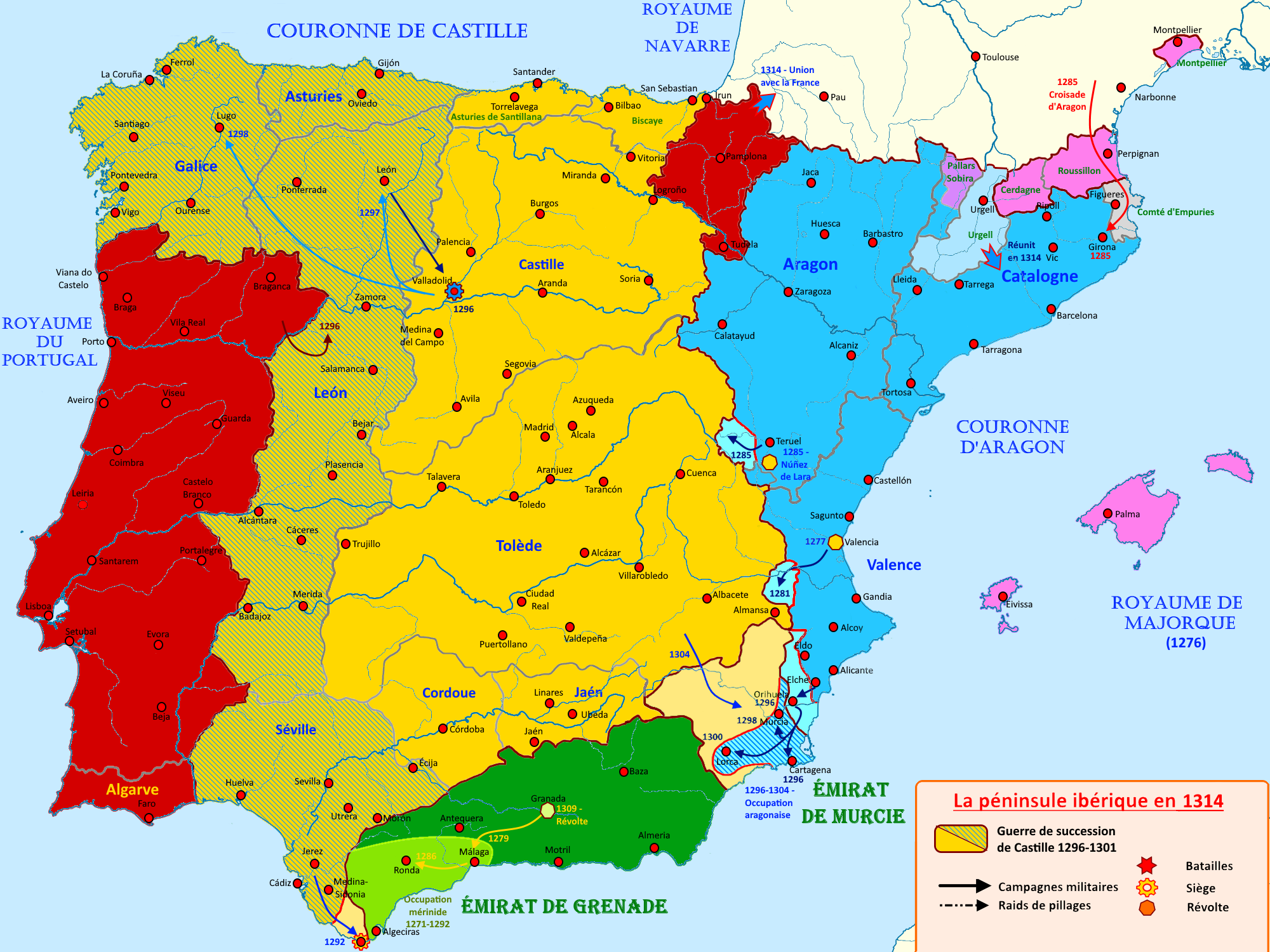
L'émirat de Grenade de 1275 à 1314

## L'héritage

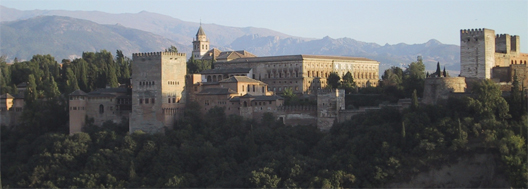
L'Alhambra, vue partielle depuis le Mirador de San Nicolas

Mohammed al-Faqîh a continué l'œuvre de son père et il a terminé la construction de l'Alhambra de Grenade. Le royaume de Grenade atteint son apogée.